# راک هیل (لوئیزیانا)
راک هیل (به انگلیسی: Rock Hill) شهری در ایالت لوئیزیانا کشور ایالات متحده آمریکا است که جمعیت آن در سرشماری سال ۲۰۱۰ میلادی، ۲۷۴ نفر بوده‌است.